# Jüdischer Friedhof (Hörde)

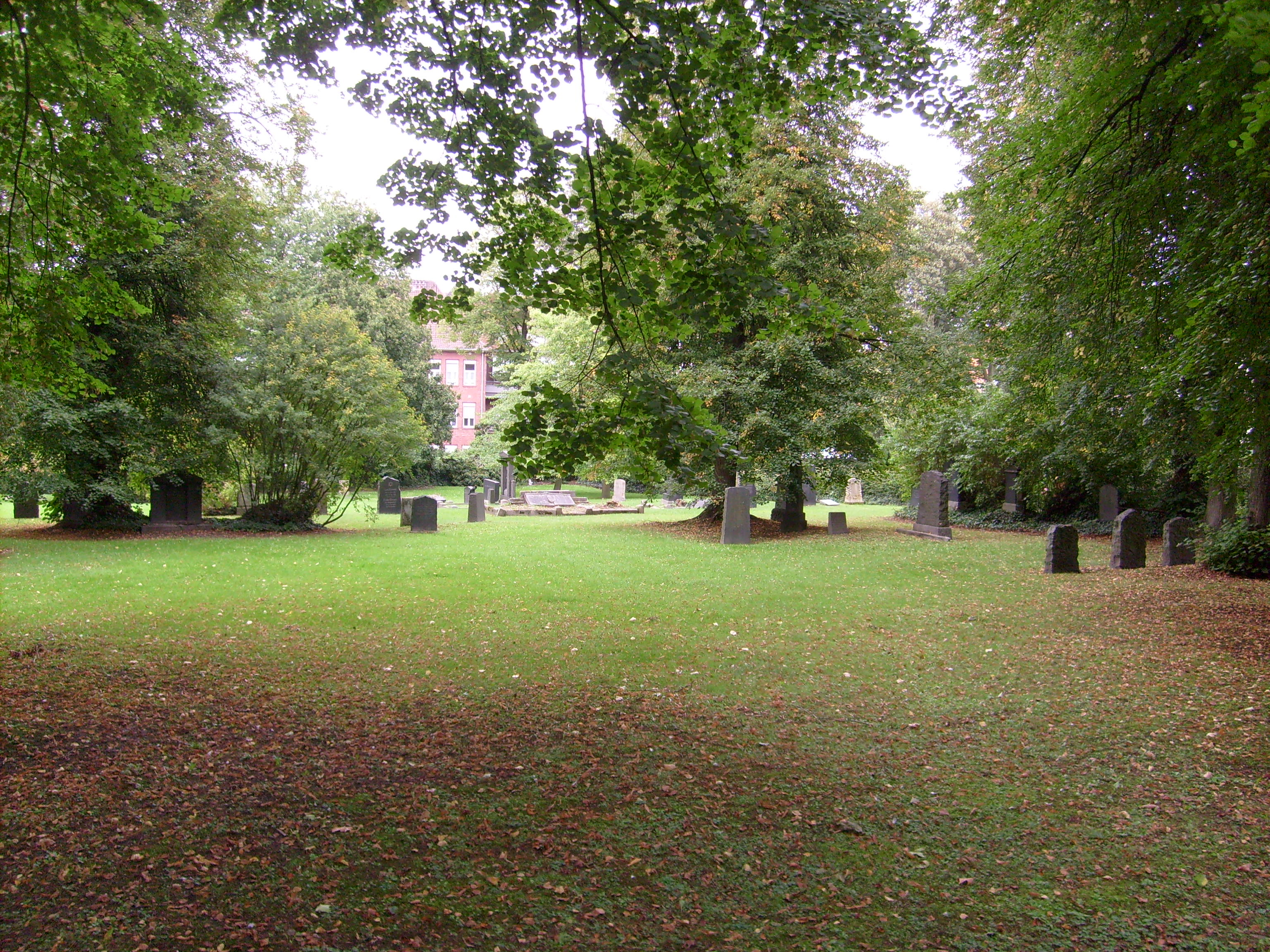
Jüdischer Friedhof in Hörde

Der Jüdische Friedhof Hörde ist ein jüdischer Friedhof im Stadtteil Hörde der Stadt Dortmund. Er liegt am Hörder Kampweg neben der Hausnummer 23 und ist von einer Mauer eingeschlossen. 
Der Name „Hörde“ ist im Denkmal im Tal der Gemeinden in Yad Vashem, Jerusalem eingraviert.
Auf dem 4260 m² großen Gelände stehen 73 Grabsteine. An der Friedhofsmauer stehen rein hebräisch beschriftete Grabsteine. Am 20. Oktober 1942 wurden 16 Begräbnisse vom jüdischen Friedhof in Lüdinghausen umgebettet.
Der 1914 eröffnete Friedhof wurde 1967 geschlossen.
Der Friedhof ist als Baudenkmal in die Denkmalliste der Stadt Dortmund eingetragen.